# Marina Diamandis
Marina Lambrini Diamandis (Brynmawr, 10 oktober 1985), beter bekend onder haar artiestennaam MARINA, eerder Marina and the Diamonds, is een zangeres en songwriter afkomstig uit Wales. Marina heeft een Griekse vader en een Welshe moeder.
De voormalige artiestennaam van de zangeres is samengesteld uit haar voornaam en haar Griekse achternaam Diamandis, die in het Engels vertaald wordt als 'Diamonds' (diamanten). Vaak wordt gedacht dat de toevoeging The Diamonds in haar artiestennaam betrekking heeft op de band van Marina, maar dit is niet het geval. Volgens Marina zijn 'the Diamonds' haar fans, zo blijkt uit haar uitspraak 'I'm Marina. You are the diamonds' ('Ik ben Marina. Jullie zijn de diamanten').
Op 16 juni 2010 trad Marina op in Paradiso in Amsterdam. Op 10 mei 2015 gaf ze aldaar een concert in de Melkweg. Op 25 februari 2016 gaf ze een concert in TivoliVredenburg in Utrecht. In 2019 trad ze tweemaal op in Nederland: op 10 november wederom in Melkweg te Amsterdam en de daaropvolgende dag in 013 in Tilburg.

## Muziekcarrière

### 2009 – 2010:The Family Jewels
Marina and the Diamonds' debuutalbum The Family Jewels werd uitgebracht op 15 februari 2010. Diamandis beschrijft het album als 'een verzameling van nummers die grotendeels geïnspireerd zijn door de verleidingen van commercie, moderne sociale waarden, familie en vrouwelijke seksualiteit'. Verder omschrijft ze het album als 'een gevarieerd album qua stijl. Ik ben een flexibele schrijfster, er is veel pop op het album maar ook wat meer experimentele nummers. Het is eigenlijk een album over wat je niet wil zijn.' Marina verklaarde later in een interview bij Fearne Cotton van BBC Radio 1 dat ze het nummer 'Shampain' verafschuwt en eigenlijk had geschreven voor Kylie Minogue. Haar platenmaatschappij heeft haar echter erg gepusht om het nummer uit te brengen als single.

### 2011 – 2013:Electra Heart
Electra Heart is het tweede studioalbum van Marina and the Diamonds. Het album kwam in Nederland uit op 25 mei 2012. Het album vertegenwoordigde de verandering van muzikale richting van Diamandis in de richting van electronic en popmuziek. Het nummer 'Radioactive' is uitgebracht als promotiesingle op 23 september 2011. Marina vertelde dat het album gebaseerd is rond het personage Electra Heart. Electra Heart is geen alter ego van Marina, maar Marina omschrijft het als 'een manier om de American Dream te portretteren'. Ze voegde eraan toe dat ze 'een koud en meedogenloos karakter dat niet kwetsbaar is' wilde creëren en dat het album 'een ode [is] aan de disfunctionele liefde'. Verder vertelde ze dat het album 'gebaseerd is op karaktertypes die je vaak vindt in liefdesverhalen, films en theaterstukken, meestal geassocieerd met kracht en controle in de liefde, in tegenstelling tot zwakte en verslagenheid […] Afwijzing is een universeel beschamend onderwerp en Electra Heart is mijn antwoord daarop. Het is een openhartig album.'
De zangeres kreeg het idee om liedjes rond het Electra Heart-personage en vier archetypes te creëren toen ze na het uitbrengen van haar eerste album door de Verenigde Staten toerde. De vier archetypische vrouwbeelden waar Marina mee speelt zijn de Homewrecker, Beauty Queen, Housewife en Idle Teen.
Op 8 augustus 2013 kwam de laatste videoclip van Electra Heart uit, genaamd Part 11: Electra Heart.

### 2013 – 2016:Froot
Na één maand in New York maakte Diamandis bekend dat ze was begonnen met het schrijven voor haar derde studioalbum in februari 2013. David Kosten werd aangetrokken als een van de producers voor het nieuwe album. Marina bracht op 10 oktober 2014, haar 29e verjaardag, haar nieuwste lied uit, genaamd 'Froot'. Dat werd ook de naam van het bijbehorende album. Op 12 december 2014 bracht ze een nieuw lied uit, genaamd 'Happy'. Ze zette eerst de audio op YouTube, waarna de akoestische versie snel online kwam. Vervolgens kwam de derde single, genaamd 'Immortal', die een videoclip kreeg op 31 december 2014. Op 1 januari 2015 bracht Marina het lied uit op o.a. iTunes en Spotify. De laatste single, genaamd 'Blue', kwam uit op 8 maart 2015.
Op 23 juni 2015 kondigde Diamandis de Neon Nature Tour aan ter promotie van het album Froot. De tour startte op 12 oktober 2015 in Houston. Eind april 2016 sloot ze de Froot-era af.

### 2018 – 2019: Naamsverandering enLove + Fear
Na een inactieve periode van bijna drie jaar veranderde Diamandis haar artiestennaam van 'Marina and the Diamonds' naar 'MARINA'. De eerste single waarin zij met haar nieuwe naam werd aangeduid was een samenwerking tussen haar, Clean Bandit en Luis Fonsi, genaamd 'Baby.' Deze werd uitgebracht op 2 november 2018. Op 8 februari 2019 bracht zij een volgende single uit, 'Handmade Heaven', die de leadsingle zou zijn van haar vierde studioalbum genaamd Love + Fear. Het album, opgedeeld in twee achtdelige liedcollecties die de naam van het album vormen, werd officieel aangekondigd op Diamandis' Instagram op 14 februari. Voor de officiële release van het album werden de singles 'Superstar', 'Orange Trees' en 'To Be Human' gepubliceerd via haar YouTube-kanaal. Op 4 april 2019 werd de eerste helft van het album, de Love-zijde, vroegtijdig uitgegeven. Vervolgens werd, zoals aangekondigd, op 26 april de Fear-zijde erbij gepubliceerd. Tevens werd op 13 september 2019 een Love + Fear-ep uitgebracht, met akoestische versies van enkele tracks van het hoofdalbum.
Vanaf 29 april tot 18 november 2019 trad Diamandis op tijdens haar eigen Love + Fear-tournee die door Groot-Brittannië, de VS en West-Europa reisde. Ze trad tweemaal op in Nederland, in Amsterdam en Tilburg, en eenmaal in België, in Antwerpen.

### 2020 – 2024:Ancient Dreams in a Modern Land
Op 24 januari 2020 plaatste Diamandis een foto op Instagram waaruit bleek dat het schrijfproces voor haar volgende, vijfde album was begonnen. Later dat jaar, op 18 november, bracht ze de single 'Man's World' uit, waarvan later tevens een 'stripped'-versie uitkwam en enkele remixes. Op 14 april 2021 bracht ze de single 'Purge the Poison' uit, waarvan ze een jaar tevoren al een klein deel van had laten horen via haar Twitter. Tegelijk met de release van de single kondigde ze officieel haar vijfde album aan, genaamd Ancient Dreams In A Modern Land, met een geplande releasedatum van 11 juni 2021. Hierna volgden nog twee singles, 'Ancient Dreams In A Modern Land' en 'Venus Fly Trap'.

### 2025 – heden:Princess of Power
Op 6 juni 2025 kwam het zesde studioalbum uit genaamd Princess of Power. Voorafgaand werden drie singles van Princess of Power uitgebracht, allemaal met bijbehorende videoclips: "Butterfly" was de eerste single, gevolgd door "Cupid's Girl" en "Cuntissimo". Ook "I <3 You" kreeg een videoclip, die samenviel met de albumrelease. Om het album verder te promoten start Marina in augustus 2025 aan haar zesde concerttournee met dezelfde naam als het album.

## Discografie

### Albums
| Album met eventuele hitnotering(en) in de Nederlandse Album Top 100 | Datum van verschijnen | Datum van binnenkomst | Hoogste positie | Aantal weken | Opmerkingen |
| ------------------------------------------------------------------- | --------------------- | --------------------- | --------------- | ------------ | ----------- |
| The Family Jewels                                                   | 15-02-2010            | 28-08-2010            | 88              | 1            |             |
| Electra Heart                                                       | 18-05-2012            | 23-06-2012            | 92              | 1            |             |
| Froot                                                               | 13-03-2015            | 21-03-2015            | 21              | 1            |             |
| Love + Fear                                                         | 26-04-2019            | 04-05-2019            | 43              | 1            |             |
| Ancient Dreams In A Modern Land                                     | 11-06-2021            | 19-06-2021            | 98              | 1            |             |
| Princess of Power                                                   | 06-06-2025            | 14-06-2025            | 13              | 1            |             |

| Album met hitnotering(en) in de Vlaamse Ultratop 200 albums | Datum van verschijnen | Datum van binnenkomst | Hoogste positie | Aantal weken | Opmerkingen |
| ----------------------------------------------------------- | --------------------- | --------------------- | --------------- | ------------ | ----------- |
| The Family Jewels                                           | 15-02-2010            | -                     | -               | -            |             |
| Electra Heart                                               | 18-05-2012            | -                     | -               | -            |             |
| Froot                                                       | 13-03-2015            | 21-03-2015            | 96              | 6            |             |
| Love + Fear                                                 | 26-04-2019            | 04-05-2019            | 59              | 1            |             |
| Ancient Dreams In A Modern Land                             | 11-06-2021            | 19-06-2021            | 74              | 1            |             |

### Ep's
| Ep                     | Datum van verschijnen | Bijbehorend album |
| ---------------------- | --------------------- | ----------------- |
| Mermaid vs. Sailor     | 23-11-2007            | —                 |
| The Crown Jewels EP    | 1-6-2009              | The Family Jewels |
| American Jewels - EP   | 23-3-2010             | The Family Jewels |
| Love + Fear (Acoustic) | 13-9-2019             | Love + Fear       |

### Singles
| Single met eventuele hitnotering(en) in de Nederlandse Top 40 | Datum van verschijnen | Datum van binnenkomst | Hoogste positie | Aantal weken | Album                                  | Opmerkingen                                      |
| ------------------------------------------------------------- | --------------------- | --------------------- | --------------- | ------------ | -------------------------------------- | ------------------------------------------------ |
| Obsessions                                                    | 2009                  | -                     | -               | -            | The Family Jewels                      |                                                  |
| Mowgli's Road                                                 | 2009                  | -                     | -               | -            | The Family Jewels                      |                                                  |
| Hollywood                                                     | 2010                  | -                     | -               | -            | The Family Jewels                      |                                                  |
| I Am Not a Robot                                              | 2010                  | -                     | -               | -            | The Family Jewels                      |                                                  |
| Oh No!                                                        | 2010                  | -                     | -               | -            | The Family Jewels                      |                                                  |
| Shampain                                                      | 2010                  | -                     | -               | -            | The Family Jewels                      |                                                  |
| Radioactive                                                   | 2011                  |                       |                 |              | Electra Heart                          | Promotiesingle                                   |
| Primadonna                                                    | 2012                  | 19-5-2012             | 95              | 5            | Electra Heart                          |                                                  |
| Power & Control                                               | 2012                  | -                     | -               | -            | Electra Heart                          |                                                  |
| How to Be a Heartbreaker                                      | 2012                  | -                     | -               | -            | Electra Heart                          |                                                  |
| Froot                                                         | 2014                  | -                     | -               | -            | Froot                                  |                                                  |
| Happy                                                         | 2014                  | -                     | -               | -            | Froot                                  |                                                  |
| Immortal                                                      | 2015                  |                       |                 |              | Froot                                  | Promotiesingle                                   |
| Forget                                                        | 2015                  | -                     | -               | -            | Froot                                  |                                                  |
| I'm a Ruin                                                    | 2015                  | -                     | -               | -            | Froot                                  |                                                  |
| Gold                                                          | 2015                  |                       |                 |              | Froot                                  | Promotiesingle                                   |
| Blue                                                          | 2015                  | -                     | -               | -            | Froot                                  |                                                  |
| Disconnect (met Clean Bandit)                                 | 2017                  | -                     | -               | -            | —                                      |                                                  |
| Baby (Clean Bandit met MARINA & Luis Fonsi)                   | 2018                  | 1-12-2018             | 21              | 7            | What Is Love?, Love + Fear             |                                                  |
| Handmade Heaven                                               | 2019                  | -                     | -               | -            | Love + Fear                            |                                                  |
| Superstar                                                     | 2019                  | -                     | -               | -            | Love + Fear                            |                                                  |
| Orange Trees                                                  | 2019                  | -                     | -               | -            | Love + Fear                            |                                                  |
| To Be Human                                                   | 2019                  | -                     | -               | -            | Love + Fear                            |                                                  |
| Karma                                                         | 2019                  | -                     | -               | -            | Love + Fear                            |                                                  |
| About Love                                                    | 2020                  | -                     | -               | -            | To All The Boys: P.S. I Still Love You | Onderdeel van de soundtrack van de Netflix-film. |
| Man's World                                                   | 2020                  | -                     | -               | -            | Ancient Dreams In A Modern Land        |                                                  |
| Purge the Poison                                              | 2021                  | -                     | -               | -            | Ancient Dreams In A Modern Land        |                                                  |
| Ancient Dreams In A Modern Land                               | 2021                  | -                     | -               | -            | Ancient Dreams In A Modern Land        |                                                  |
| Venus Fly Trap                                                | 2021                  | -                     | -               | -            | Ancient Dreams In A Modern Land        |                                                  |

## Officiële videoclips
| Videoclip                | Jaar | Album                           |
| ------------------------ | ---- | ------------------------------- |
| Obsessions               | 2008 | The Family Jewels               |
| I Am Not a Robot         | 2009 | The Family Jewels               |
| Mowgli's Road            | 2009 | The Family Jewels               |
| Hollywood                | 2009 | The Family Jewels               |
| Oh No!                   | 2010 | The Family Jewels               |
| Shampain                 | 2010 | The Family Jewels               |
| Fear and Loathing        | 2011 | Electra Heart                   |
| Radioactive              | 2011 | Electra Heart                   |
| Primadonna               | 2012 | Electra Heart                   |
| Power & Control          | 2012 | Electra Heart                   |
| How To Be A Heartbreaker | 2012 | Electra Heart                   |
| E.V.O.L.                 | 2013 | Electra Heart                   |
| State of Dreaming        | 2013 | Electra Heart                   |
| Lies                     | 2013 | Electra Heart                   |
| Electra Heart            | 2013 | Electra Heart                   |
| Froot                    | 2014 | Froot                           |
| Immortal                 | 2014 | Froot                           |
| I'm A Ruin               | 2015 | Froot                           |
| Forget                   | 2015 | Froot                           |
| Blue                     | 2015 | Froot                           |
| Handmade Heaven          | 2019 | Love + Fear                     |
| Orange Trees             | 2019 | Love + Fear                     |
| To Be Human              | 2019 | Love + Fear                     |
| Man's World              | 2020 | Ancient Dreams In A Modern Land |
| Purge the Poison         | 2021 | Ancient Dreams In A Modern Land |
| Venus Fly Trap           | 2021 | Ancient Dreams In A Modern Land |

## Overige videoclips
| Videoclip                       | Jaar | Album/ep                        |
| ------------------------------- | ---- | ------------------------------- |
| Hollywood (Akoestisch)          | 2010 | The Family Jewels               |
| Mowgli's Road (Akoestisch)      | 2010 | The Family Jewels               |
| The Archetypes                  | 2011 | Electra Heart                   |
| Primadonna (Akoestisch)         | 2012 | Electra Heart                   |
| Homewrecker (Akoestisch)        | 2012 | Electra Heart                   |
| Lies (Akoestisch)               | 2012 | Electra Heart                   |
| Starring Role (Akoestisch)      | 2012 | Electra Heart                   |
| Su-Barbie-A                     | 2012 | Electra Heart                   |
| Happy (Akoestisch)              | 2014 | Froot                           |
| I'm A Ruin (Akoestisch)         | 2015 | Froot                           |
| Starstrukk (Akoestisch)         | 2017 | Want                            |
| Superstar (Akoestisch)          | 2019 | Love + Fear (Acoustic)          |
| True (Akoestisch)               | 2019 | Love + Fear (Acoustic)          |
| Karma (Akoestisch)              | 2019 | Love + Fear (Acoustic)          |
| Ancient Dreams In a Modern Land | 2021 | Ancient Dreams In A Modern Land |